# Politics and the English Language
Politics and the English Language (La política i l'idioma anglès) (1946) és un assaig escrit per George Orwell en el qual critica l'anglès escrit contemporani per ser «lleig i imprecís».
Orwell sosté que la prosa de naturalesa política va ser creada per «fer que les mentides semblin veritats i l'assassinat respectable, i per donar-li una aparença de solidesa al que només és vent». Orwell creia que atès que l'objectiu d'aquests escrits era amagar la veritat en lloc d'expressar-la, el llenguatge utilitzat era necessàriament imprecís o sense sentit. Aquesta prosa manca de claredat era un estil que s'havia «contagiat» a aquells que no tenien intencions d'ocultar la veritat, resultant en l'ocultació de les idees de l'escriptor davant de si mateix i els seus lectors. En canvi, Orwell propugna per l'ús del denominat anglès pla («plain english»).